# Lizards de New York
Les Lizards de New York (New York Lizards en anglais) étaient une équipe professionnelle de crosse, basée à Hempstead dans l'État de New York. Fondés en 2001 sous le nom des Lizards de Long Island, ils évoluaient dans la Major League Lacrosse. Les Lizards ont perdu leur premier match dans la ligue, le 7 juin 2001, contre les Bayhawks de Baltimore (actuel Bayhawks de Chesapeake), le score était de 16-13.

## Histoire
Dans la saison inaugurale de la MLL en 2001, les Lizards ont joué leurs matchs à domicile entre le Hofstra Stadium et le EAB Park (maintenant Citibank Park). Pour la saison 2002, ils ont employé le Hofstra Stadium en tant que terrain à domicile. En 2003, les Lizards ont joué tous les matchs à domicile au Mitchel Athletic Complex, à Uniondale (New York). Les Lizards ont été champion de la Division américaine en 2001, 2002 et 2003, et vainqueur de la Coupe Steinfeld en 2001, 2003 et 2015. L'équipe a été finaliste de la coupe en 2002, 2005 et 2010.

Anciens logos
Logo des Lizards de Long Island
Autre logo

## Entraîneurs
- John DeTommaso, 2001 à 2004
- Jim Mule 2005-2011
- Joe Spallina depuis 2012